# Кведа Гвіріші
Кведа Гвіріші (груз. ქვედა ღვირიში) — село в Грузії.
За даними перепису населення 2014 року в селі проживає 117 осіб.